# Navi Mumbai
Navi Mumbai és una ciutat adjacent a Bombai, situada a la divisió Konkan de l'estat de Maharashtra, a la part continental de l'Índia. Forma part de l' àrea metropolitana de Bombai .
Diverses corporacions multinacionals tenen les seves oficines o sucursals a la ciutat, cosa que la converteix en un centre comercial actiu. Les principals atraccions comercials de Navi Mumbai són Thane Belapur Marg i Palm Beach Marg.

## Planificació i desenvolupament

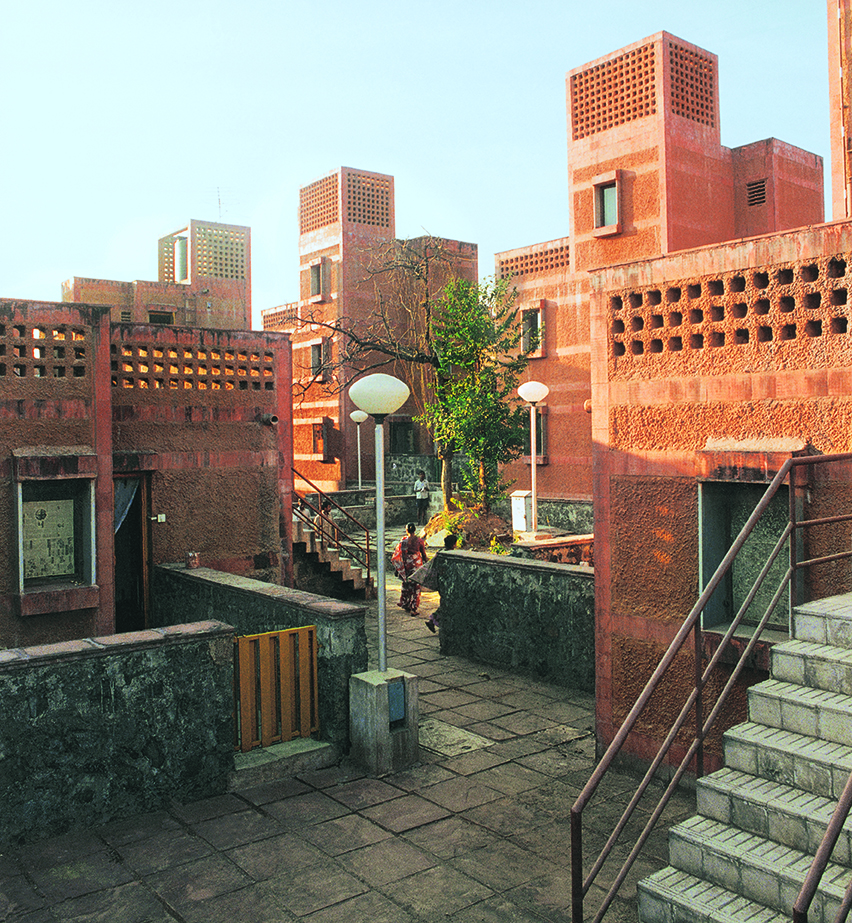
Instal·lacions d'habitatges de baixos ingressos a Navi Mumbai

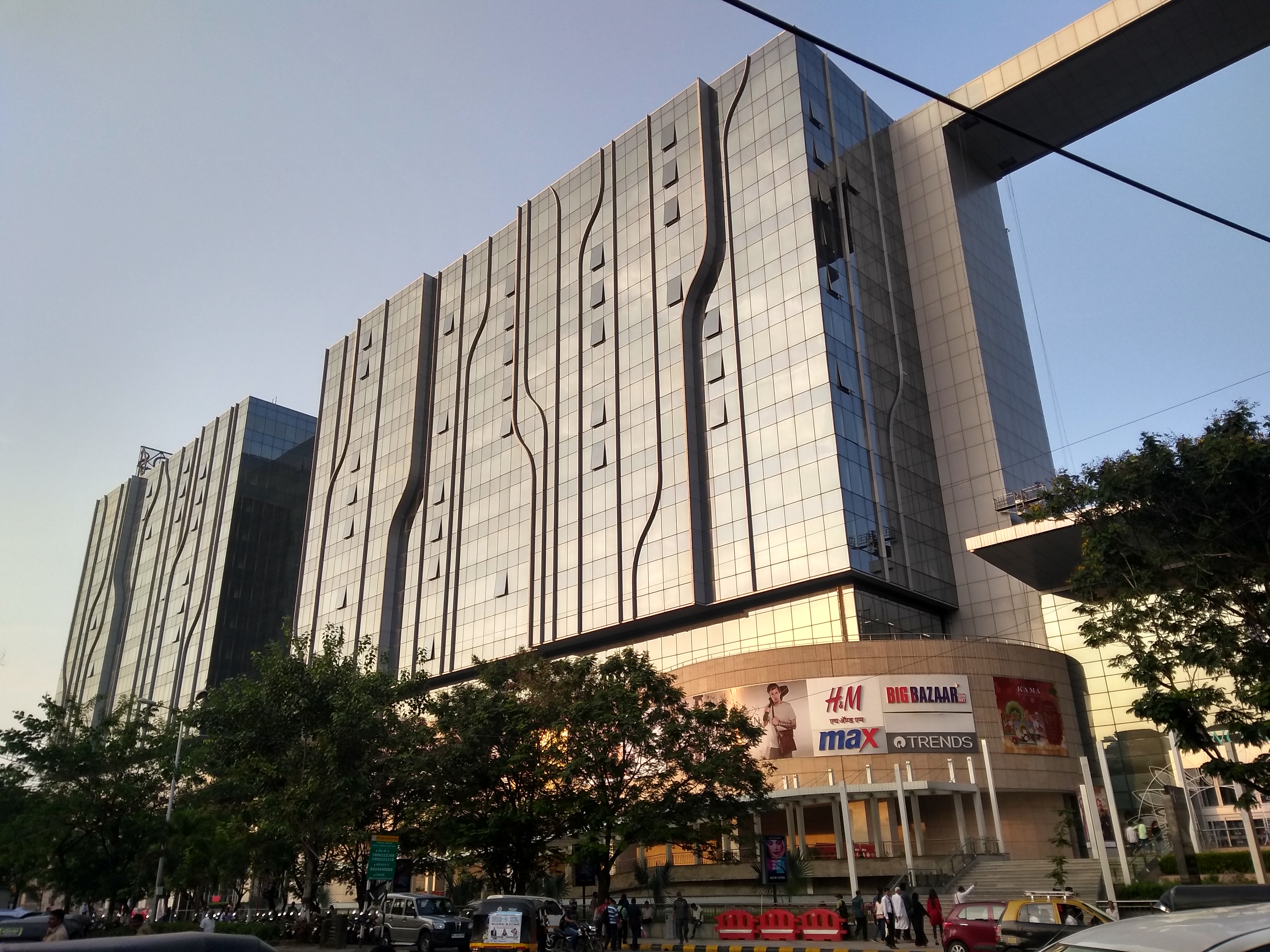
Seawoods Grand Central Mall, Navi Mumbai

La població del Gran Bombai va passar de 2,9 milions d'habitants el 1951 a 5.9 milions d'habitants el 1971. El ràpid i constant ritme de creixement de la població va provocar un deteriorament de la qualitat de vida de la majoria de la població que viu a la ciutat i va plantejar la construcció d'una nova ciutat que reduís el desenvolupament descontrolat de Gran Bombai.
La planificació de Navi Mumbai va començar el 1971 i va implicar arquitectes i urbanistes destacats com Charles Correa i RK Jha (planificador en cap). Navi Mumbai cobreix la part sud de Thane taluka (des del districte de Thane) i part de Panvel i Uran talukas (des del districte de Raigad).
La ciutat va ser planejada originalment per crear habitatges assequibles per a persones que no podien permetre's viure a Bombai. A finals de la dècada de 1990, l'autoritat de planificació de Navi Mumbai va iniciar la participació privada en l'activitat de desenvolupament de Navi Mumbai.

## Transport i infraestructures
Navi Mumbai té una infraestructura robusta, està ben connectada amb altres parts del país i està relativament menys contaminat en comparació amb Bombai. La ciutat té un bon sistema de transport públic, amb una extensa xarxa d'autobusos i de metro o ferrocarril suburbà. La xarxa ferroviària suburbana de Bombai cobreix la majoria de la ciutat. Panvel és l'única estació principal i també l'estació de tren més concorreguda de Navi Mumbai.
Navi Mumbai també té la terminal de contenidors més gran de l'Índia. Aquest està ben comunicat per carretera i ferrocarril i gestiona aproximadament el 56,13% del trànsit de contenidors de l'Índia.

## Comerç
La Zona Econòmica Especial (SEZ) de Navi Mumbai ubicada als nodes de Dronagiri i Kalamboli està prevista per proporcionar creixement comercial i ocupació a la ciutat. Situat en el camí cap a l'aeroport proposat de Navi Mumbai. Això ha impulsat Navi Mumbai com a un nou centre d'empreses i start-ups de nova incorporació.